# Höjdhopp för herrar i friidrott vid olympiska sommarspelen 1996
Höjdhopp för herrar vid olympiska sommarspelen 1996 i Atlanta avgjordes den 28 juli.

## Medaljörer
| Gren     | Guld                 | Guld        | Silver                | Silver | Brons                        | Brons  |
| Höjdhopp | Charles Austin · USA | 2,39 m (OR) | Artur Partyka · Polen | 2,37 m | Steve Smith · Storbritannien | 2,35 m |

## Resultat

### Final
| Placering | Final                       | Höjd      |
| --------- | --------------------------- | --------- |
|           | Charles Austin (USA)        | 2.39 m OR |
|           | Artur Partyka (POL)         | 2.37 m    |
|           | Steve Smith (GBR)           | 2.35 m    |
| 4.        | Dragutin Topić (JUG)        | 2.32 m    |
| 5.        | Steinar Hoen (NOR)          | 2.32 m    |
| 6.        | Lambros Papakostas (GRE)    | 2.32 m    |
| 7.        | Tim Forsyth (AUS)           | 2.32 m    |
| 8.        | Lee Jin-Taek (KOR)          | 2.29 m    |
| 9.        | Wolfgang Kreissig (GER)     | 2.29 m    |
| 10.       | Przemysław Radkiewicz (POL) | 2.29 m    |
| 11.       | Jarosław Kotewicz (POL)     | 2.25 m    |
| 12.       | Javier Sotomayor (CUB)      | 2.25 m    |
| 13.       | Troy Kemp (BAH)             | 2.25 m    |
| 14.       | Tomáš Janků (CZE)           | 2.25 m    |

### Icke-kvalificerade
| Placering | Kval                        | Höjd   |
| --------- | --------------------------- | ------ |
| —         | Charles Lefrançois (CAN)    | 2.26 m |
| —         | Konstantin Matusevich (ISR) | 2.26 m |
| —         | Arturo Ortíz (ESP)          | 2.26 m |
| —         | Dalton Grant (GBR)          | 2.26 m |
| —         | Ian Thompson (BAH)          | 2.26 m |
| —         | Gilmar Mayo (COL)           | 2.26 m |
| —         | Marko Turban (EST)          | 2.24 m |
| —         | Mark Mandy (IRL)            | 2.20 m |
| —         | Julio Luciano (DOM)         | 2.20 m |
| —         | Cameron Wright (USA)        | 2.20 m |
| —         | Khemraj Naiko (MRI)         | 2.20 m |
| —         | Loo Kum Zee (MAS)           | 2.15 m |
| —         | Ed Broxterman (USA)         | 2.15 m |
| —         | Chris Anderson (AUS)        | 2.15 m |
| —         | Tomohiro Nomura (JPN)       | 2.15 m |
| —         | Stevan Zorić (YUG)          | 2.15 m |
| —         | Kim Tae-Hoi (KOR)           | 2.15 m |
| —         | Cho Hyun-Wook (KOR)         | 2.10 m |
| —         | Fakhraldien Gor (JOR)       | 2.10 m |
| —         | Olivier Sanou (BUR)         | NM     |
| —         | Hugo Muñoz (PER)            | NM     |
| —         | Yew Tong Wong (SIN)         | NM     |
| —         | Patrik Sjöberg (SWE)        | DNS    |